# Radio Proglas

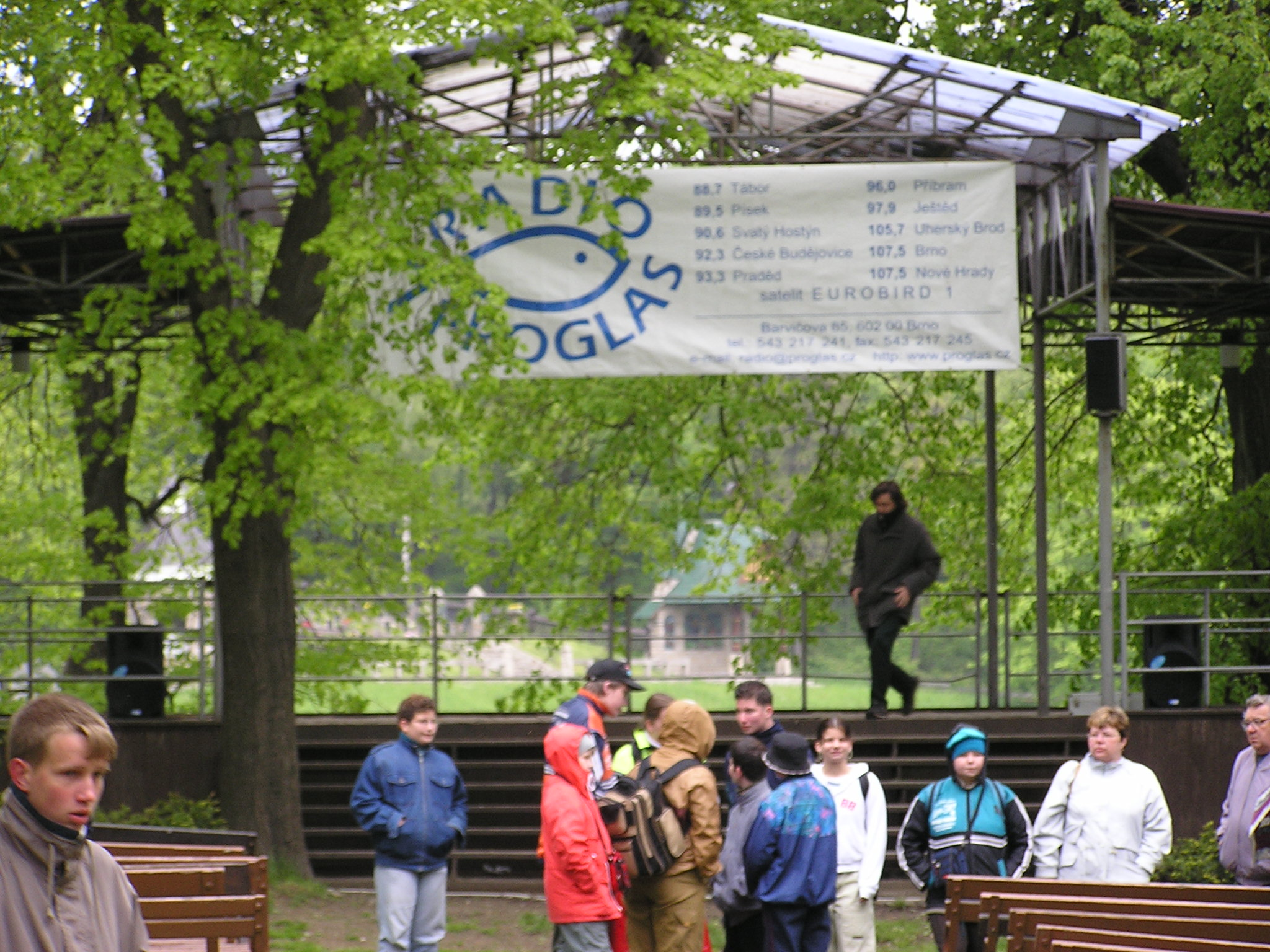
Pouť radia Proglas na Hostýně 2004

Radio Proglas je soukromá křesťanská rozhlasová stanice. Stanice začala vysílat na podzim 1995 jedním malým vysílačem na Svatém Hostýně, v současné době vysílá z 16 vysílačů a její signál pokrývá přibližně 40 % ČR. Mimo to je dostupné na internetu, přes satelit a v pozemním digitálním vysílání (DVB-T2 i DAB). Zakladatelem a ředitelem rádia je Mons. Ing. Martin Holík. 

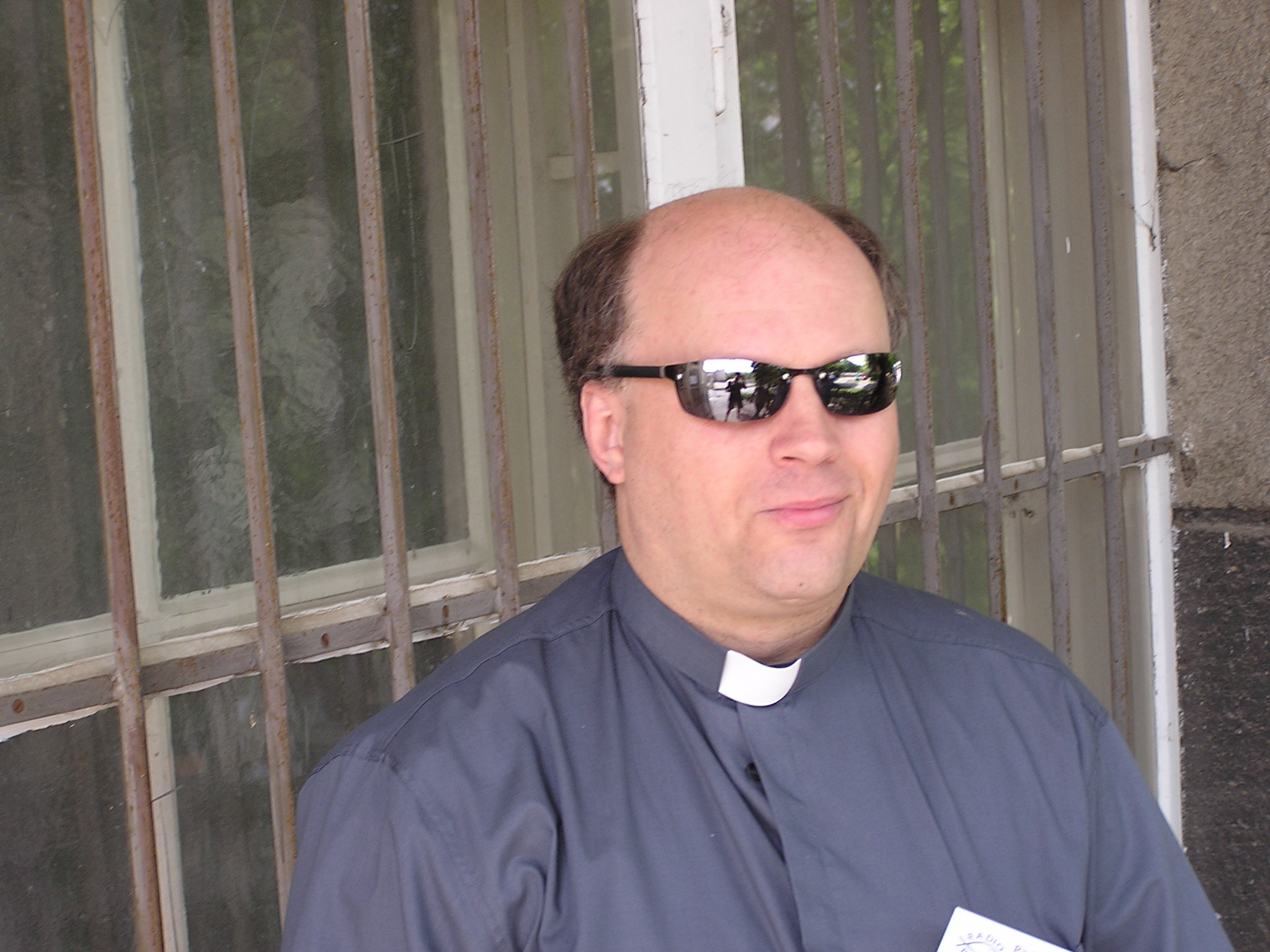
Martin Holík

Radio Proglas je neziskové radio vysílající bez reklam. Provoz radia hradí posluchači dobrovolnými příspěvky. Několikrát se potýkalo s různě vysokými dluhy, které se zatím vždy podařilo uhradit.
Název Radio Proglas odkazuje na veršovaný předzpěv staroslověnského překladu evangelií – Proglas.

## Program
Stanice se zaměřuje na program pro celou rodinu. Mimo vlastního programu vysílá též české vysílání Radia Vatikán a přebírá některé pořady Rádia 7, provozovaného společností Trans World Radio. Radio Proglas sídllilo v Brně v budově Biskupského gymnázia. Od roku 2021 se ale přestěhovalo do nového sídla v Brně, Olomoucká 7.

### Hudební pořady
Vedoucím hudebním redaktorem je Milan Tesař, který se hudebnímu vysílání a dramaturgii v Radiu Proglas věnuje od roku 1995.
Populární hudba
- Jak se vám líbí
- Slyšte, lidé!
- Hitparáda Kolem se toč
- Třikrát z Proglasu

Klasická hudba
- Hudební siesta
- Oktáva

Folklorní hudba
- Folklorní okénko
- Hrajte, kapely!

### Duchovní pořady
Součástí programu Radia Proglas jsou i společné modlitby, které probíhají v přímém přenosu. V případě mše jde obvykle přenos z některého katolického kostela, občas je bohoslužba sloužena přímo ve studiu v Brně.

### Kulturní a vzdělávací pořady
Křesťanství
- Křesťan a svět
- Všimli jsme si
- převzaté pořady z radia TWR.

Vzdělávací cykly
Literatura
- Knihovnička Proglasu
- Četba na pokračování

Sociální
- Kafemlýnek
- Vítejte, senioři!

### Kontaktní pořady
- Noční linka
- Blahopřání
- Noční cukrárna
- Kukadlo

### Pořady pro děti a mládež
- Barvínek
- Proglaso
- Rozhlasové městečko
- Šmrnc
- Pohádky

### Zpravodajské pořady
- Zprávy Proglasu
- Komentář týdne
- převzaté Zprávy Českého rozhlasu Dvojka

## Vysílače

### FM vysílače
- 88,7 MHz – Tábor 1 kW
- 89,5 MHz – Písek 0,5 kW
- 90,6 MHz – Hostýn 0,5 kW
- 92,3 MHz – České Budějovice 0,5 kW
- 93,3 MHz – Praděd 20 kW
- 96,0 MHz – Drahlín 0,4 kW
- 96,4 MHz – Třebíč 0,1 kW
- 97,9 MHz – Ještěd 20 kW
- 99,0 MHz – Domažlice 0,2 kW
- 100,6 MHz – Velké Meziříčí 0,2 kW
- 104,0 MHz – Žďár nad Sázavou (obec Rudolec, kopec Blažkov) 0,2 kW
- 104,2 MHz – Valašské Klobouky 0,1 kW
- 105,7 MHz – Uherský Brod 0,2 kW
- 107,2 MHz – Znojmo 0,2 kW
- 107,5 MHz – Brno-Hády 2,88 kW
- 107,5 MHz – Nové Hrady 2 kW

### Další vysílače
Dále Radio Proglas vysílá prostřednictvím digitálního satelitního vysílání, digitálního pozemního vysílání, digitálního rozhlasového vysílání, kabelové televize a internetu.

## Studia
Rádio Proglas má sedm regionálních studií:
- Studio Radim – Olomouc
- Studio Hedvika – Ostrava
- Studio Vojtěch – Hradec Králové
- Studio Kristián – Praha
- Studio Štěpán – Litoměřice
- Studio Jan Neumann – České Budějovice
- Studio Hroznata – Plzeň